# Selakova Poljana
Selakova Poljana es una localidad de Croacia en el municipio de Vojnić, condado de Karlovac.

## Geografía
Se encuentra a una altitud de 360 m s. n. m. a 91 km de la capital nacional, Zagreb.

## Demografía
Según el censo 2011, la localidad se encontraba deshabitada.
| Gráfica de población de Selakova Poljana 1857-2011                  |
|                                                                     |
| Según los censos de población de la oficina estadística de Croacia. |